# Zapalazaur
Zapalazaur (Zapalasaurus bonapartei) – dinozaur z grupy diplodokokształtnych (Diplodocoidea).
Żył w epoce wczesnej kredy (ok. 130-112 mln lat temu) na terenach Ameryki Południowej. Długość ciała ok. 25 m, wysokość ok. 6-7 m, masa ok. 12-13 t. Jego szczątki znaleziono w Argentynie (w prowincji Neuquén).
Opisany na podstawie prawie kompletnego szkieletu. Podobnie jak inne diplodokokształtne, miał długą szyję i małą głowę. Był jednym z nielicznych diplodokokształtnych, jakie żyły na terenie Ameryki Południowej, znanej głównie z występowania tam tytanozaurów.